# پلیزورویل (کنتاکی)
پلیزورویل (به انگلیسی: Pleasureville) شهری در ایالت کنتاکی کشور ایالات متحده آمریکا است که جمعیت آن در سرشماری سال ۲۰۱۰ میلادی، ۸۳۴ نفر بوده‌است.